# Département d'El Cuy
Le département d'El Cuy est une des 13 subdivisions de la province de Río Negro, en Argentine. Son chef-lieu est la ville d'El Cuy.
Le département a une superficie de 22 475 km2.

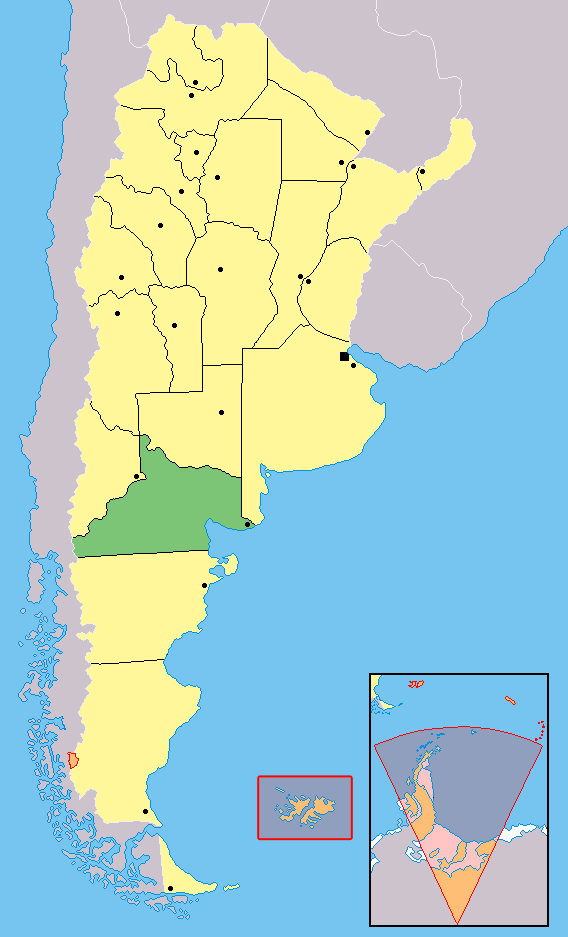
Localisation de la province de Río Negro en Argentine

## Population
Sa population était de 4 252 habitants au recensement de 2001.